# Николаидис, Александрос
Але́ксандрос Николаи́дис (греч. Αλέξανδρος Νικολαΐδης; 17 октября 1979, Салоники — 14 октября 2022, Салоники) — греческий тхэквондист, двукратный серебряный призёр олимпийских игр, знаменосец команды Греции на Олимпиаде 2012 года. Он также стал первым факелоносцем на эстафете Олимпийского огня летних Олимпийских игр 2008 года.

## Биография
В 1996 году занял первое место на Чемпионате мира по тхэквондо среди юниоров в Барселоне.
Занял второе место на Олимпийских играх 2004 года в Афинах в категории свыше 80 кг, уступив в финале южнокорейскому спортсмену Мун Дэ-Суну. Занял второе место на Олимпийских играх 2008 года в Пекине, уступив в финале южнокорейскому спортсмену Чха Дон Мину. На Олимпийских играх 2012 года в Лондоне был знаменосцем, на первом же круге проиграл турку Бахри Танрыкулу.
Николаидис стал чемпионом Европы в 1996 году в Загребе, в 1997 году в Патрах и на Чемпионате Европы по тхэквондо 2008 года в Риме.
В 2010 году стал бронзовым призёром на Чемпионате Европы в Санкт-Петербурге.
В 2014 году ушёл из спорта и стал заместителем пресс-секретаря партии СИРИЗА.
Два года боролся с очень редкой карциномой — NUT carcinoma. Умер 13 октября 2022 года в возрасте 42 лет.

## Личная жизнь
Женат, имеет двух детей.